# Coripe
Coripe – gmina w Hiszpanii, w prowincji Sewilla, w Andaluzji, o powierzchni 51,46 km². W 2011 roku gmina liczyła 1398 mieszkańców. Wieś znana jest z lokalnych świąt, które odbywają się w niedzielę Zmartwychwstania.